# ジョバンニ・グイデッティ
ジョバンニ・グイデッティ（Giovanni Guidetti, 1972年9月20日 - ）は、イタリアのバレーボール指導者。

## 来歴

### クラブチーム
モデナ出身。1994年、22歳のときにVolley Spezzanoのアシスタントコーチとなった。1996年、24歳のときに同チームの監督となり、1996/97シーズンのイタリアセリエA2リーグで準優勝し、翌シーズンにはセリエA1へ昇格を果たすと、1997/98シーズンのセリエA1リーグで4位となった。2001年にヴィチェンツァ・バレーの監督となり、2001/02シーズンのセリエA1リーグで4位となった。その後はPallavolo Reggio Emilia、Modena Volleyの監督を経て、2004年にChieri Volleyの監督に就任すると、2004/05シーズンはセリエA1リーグで5位、CEVカップで優勝を果たした。2008年、トルコの名門ワクフバンクSKの監督に就任。しばら低迷していたチームを強豪クラブへ押し上げ、2009/10シーズンのトルコリーグで準優勝を果たすと、2011年には欧州チャンピオンズリーグで初優勝へ導いた。同年11月の世界クラブ選手権で準優勝を果たした。2011/12シーズンにはトルコリーグで準優勝となった。2012/13シーズンにはトルコリーグ、トルコカップ、欧州チャンピオンズリーグの公式戦ですべて勝利する完璧な戦いをみせ、3冠を達成した。2013年10月、スイスで開催された世界クラブ選手権で金メダルへ導いた。2013/14シーズンにはトルコリーグで2連覇を果たし、欧州チャンピオンズリーグは準優勝となった。2015/16シーズンにはトルコリーグで2季ぶりの優勝へ導いた。2017年5月に日本で開催された世界クラブ選手権では金メダルへ導いた。2017/18シーズンにはトルコリーグ、トルコカップ、欧州チャンピオンズリーグ、世界クラブ選手権と出場した大会のすべてで優勝へ導いた。2018年12月、世界クラブ選手権で2大会連続の金メダルへ導くと、2018/19シーズンのトルコリーグでは連覇を達成した。2020/21シーズンのトルコリーグ、トルコカップで2冠を果たした。2021/22シーズンはトルコリーグ、トルコカップ、チャンピオンズカップ、欧州チャンピオンズリーグ、世界クラブ選手権の5冠の成績を残した。2022/23シーズンは欧州チャンピオンズリーグで連覇を果たすも、トルコリーグでは3位に終わった。2023年12月の世界クラブ選手権では決勝でエジザージュバシュに敗れて準優勝となった。2023/24シーズンのトルコリーグは3位で終えた。2024/25シーズンはトルコリーグで3季ぶりの優勝へ導いた。

### 代表チーム
1997年、イタリア代表のアシスタントコーチとなり、2000年にはシドニー五輪の出場権獲得を果たした。2003年、ブルガリア代表の監督に就任し、欧州選手権ではチームを率いた。2006年、ドイツ代表の監督に就任。同年の世界選手権では中国代表に勝利するなど健闘したが最終順位は11位だった。その後も2009年のワールドグランプリで銅メダル、2011年の欧州選手権で銀メダルへ導いた。また、2011年のワールドカップではアメリカに勝利し6位に入るなどドイツを世界トップクラスのチームへ押し上げたが、ロンドン五輪には出場できなかった。2013年、欧州選手権ではドイツを2大会連続で銀メダルへ導いた。2014年の世界選手権を最後にドイツ代表監督を退任した。2015年1月、オランダ代表の監督に就任することが発表され、同年10月の欧州選手権ではオランダを銀メダルへ導いた。2016年5月に日本で開催されたリオデジャネイロ五輪世界最終予選ではオランダを20年ぶりの五輪出場へ導き、同年8月のリオ五輪本大会では予選ラウンドで中国、セルビアを破り、準々決勝では韓国に勝利しベスト4へ進出した。2017年1月、トルコ代表の監督に就任することが発表された。2018年6-7月のネーションズリーグと2019年の欧州選手権ではトルコを銀メダルへ導いた。2020年1月の東京五輪欧州大陸最終予選ではトルコを2大会ぶりの五輪出場権獲得を果たした。2021年5-6月のネーションズリーグでは銅メダルを獲得した。同年7-8月の東京五輪では予選ラウンドで中国、ロシアに勝利したが準々決勝で韓国に敗れてベスト8で大会を終えた。同年9月の欧州選手権では銅メダルへ導いた。2022年の世界選手権をもってトルコ代表監督を退任した。2022年12月、セルビア代表の監督に就任することが発表された。2023年9月の欧州選手権では銀メダルとなり、同年のパリ五輪予選では出場権獲得を果たした。2024年、パリ五輪本大会では7位に終わった。2025年1月、カナダ代表の監督に就任することが発表された。

## 人物
2013年、トルコ女子代表のバハル・トクソイと結婚。

## 指導歴

### クラブチーム
- Volley Spezzano（1994-1998年）アシスタントコーチ、監督
- ヴィチェンツァ・バレー（2001-2002年）監督
- Pallavolo Reggio Emilia（2002-2003年）監督
- Modena Volley（2003-2004年）監督
- Chieri Volley（2004-2007年）監督
- ワクフバンクSK（2008年-）監督

### 代表チーム
- イタリア女子代表（1997-2000年）アシスタントコーチ
- ブルガリア女子代表（2003-2004年）監督
- ドイツ女子代表（2006-2014年）監督
- オランダ女子代表（2015-2016年）監督
- トルコ女子代表（2017-2022年）監督
- セルビア女子代表（2023-2024年）監督
- カナダ女子代表（2025年-）監督